# MSSTA

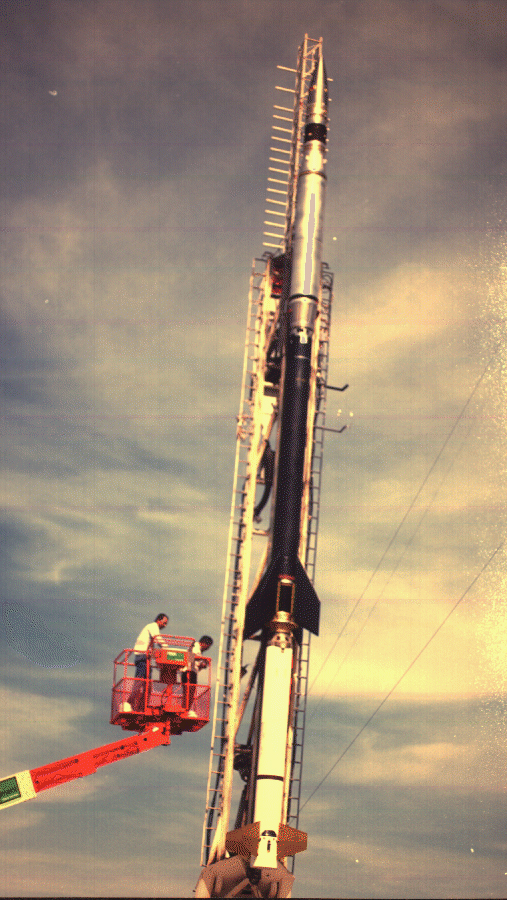
Суборбітальна ракета 36.049 з MSSTA (срібляста секція зверху) на пусковій рейці на ракетному полігоні Вайт-Сендс, травень 1991. Персонал на борту крана щойно встановив пусковий пристрій у корисне навантаження, щоб підготувати його до запуску.

MSSTA (англ. Multi-Spectral Solar Telescope Array, «багатоспектральний сонячний масив телескопів») — корисне навантаження суборбітальної ракети, створене професором Артуром Вокером у Стенфордському університеті в 1990-х роках для тестування технології фотографування Сонця в ультрафіолетовому діапазоні за допомогою багатошарової оптики, що відбиває екстремальне ультрафіолетове випромінювання при нормальному падінні. MSSTA містила велику кількість окремих телескопів (> 10), усі спрямовані на Сонце та чутливі до дещо різних довжин хвиль ультрафіолетового світла. Як і для інших суборбітальних ракет, політ MSSTA тривав близько 14 хвилин, з яких близько 5 хвилин ракета перебувала в космосі — достатній час для випробування нової технології та отримання перших наукових результатів. MSSTA — один із останніх приладів для спостереження за Сонцем, який використовує фотоплівку, а не цифрову камеру, таку як ПЗЗ. MSSTA використовувала плівку замість ПЗЗ-матриці, щоб досягти максимально можливої роздільної здатності та уникнути труднощів з електронікою, пов'язаних з великою кількістю детекторів, які були б потрібні для її багатьох телескопів.
MSSTA та споріднена з нею ракета NIXT були прототипами телескопів для фотографування в екстремальному ультрафіолетовому діапазоні з нормальним падінням, які використовують сьогодні. Також вони були прототипами історичного приладу EIT на борту космічного корабля SOHO та космічного корабля TRACE. MSSTA здійснила три польоти: 1991 року (рейс 36.049 суборбітальної ракети НАСА), 1994 року (рейс 36.091) та 2002 року (рейс 36.194). Хоча телескоп Вокера 1991 року був першим у серії, що мав назву MSSTA, першою місією, яка успішно отримала детальні зображення повного диска Сонця з використанням екстремальної ультрафіолетової оптики нормального падіння був не він, а його попередник, ракетний спектрогеліограф Stanford/MSFC (рейс 27.092 суборбітальної ракети НАСА), який у 1987 році ніс два EUV-телескопи. MSSTA I, що здійснив політ у 1991 році, містив 14 телескопів; MSSTA II, що здійснив політ у 1994 році, — 19 телескопів; а MSSTA III, що здійснив політ у 2002 році, — 11 телескопів.
Завдяки програмі MSSTA кілька аспірантів Стенфордського університету здобули ступені докторів філософії з фізики, зокрема Йоакім Ліндблом, Максвелл Аллен, Рей О'Ніл, Крейг Едвард ДеФорест, Чарльз Канкельборг, Гакім Олусеї, Денніс Мартінес-Галарсе та Пол Бернер.